# Любичин (Люблінське воєводство)
Любичин (пол. Lubiczyn) — село в Польщі, у гміні Дубова Колода Парчівського повіту Люблінського воєводства. Населення — 180 осіб (2011).

## Історія
Населення села належало до української етнографічної групи хмаків.
За даними етнографічної експедиції 1869—1870 років під керівництвом Павла Чубинського, у селі переважно проживали греко-католики, які розмовляли українською мовою.
1943 року польські шовіністи вбили в селі 3 українців.
У 1975—1998 роках село належало до Білопідляського воєводства.

## Населення
Демографічна структура станом на 31 березня 2011 року:
|          | Загалом | Допрацездатний вік | Працездатний вік | Постпрацездатний вік |
| -------- | ------- | ------------------ | ---------------- | -------------------- |
| Чоловіки | 84      | 18                 | 51               | 15                   |
| Жінки    | 96      | 24                 | 49               | 23                   |
| Разом    | 180     | 42                 | 100              | 38                   |